# Alice Wonder
Alice Wonder, nombre artístico de Alicia Climent Barriuso (Madrid, 11 de octubre de 1998), es una persona no binaria de España que se dedica a la canción, la música y la composición.

## Biografía
Alicia nació el 11 de octubre de 1998 en Madrid. Su padre es el baterista alicantino Vicente Climent, quien ha trabajado con artistas como Miguel Ríos, Santiago Auserón e Ismael Serrano. Su madre es la actriz y cantante burgalesa Marta Barriuso, famosa por formar parte del grupo femenino Magenta. Marta también es hermana de Tina y Tino Barriuso.

## Carrera musical
Artista de música alternativa, indie, Alice Wonder comienza su carrera a través de pequeños vídeos publicados en Instagram,  sacando al mercado el 5 de mayo de 2017 su EP, denominado Take Off, con las canciones Take Off, Run Run y Like Mornings.
Lanza su primer disco LP FireKid al mercado el 31 de agosto de 2018, promocionado por plataformas de streaming como Tidal o Spotify.
Firekid (traducción Niño/a de fuego) es una metáfora al talento innato que hay dentro de nosotros mismos. “Ese fuego es ese talento que la gente no se permite explotar o incendiar”, ha afirmado la cantante.
Firekid, Infarto Producciones, BMG fue producido por Ángel Lujan con la colaboración de Jorge González, teclista de Vetusta Morla. El disco incluye algunas canciones que Alice Wonder ya había adelantado a comienzos de 2018 – Strategy, Clean up the mess o Too mad - junto con temas como un nuevo sencillo Playgame o Bajo la piel, escrita en castellano a diferencia de sus restantes composiciones.
En marzo de 2018, Alice Wonder al adelantar parte de su primer disco, dejó patente que era un trabajo lleno de vivencias e imágenes personales. Como escribía un crítico de El País: «En él podemos adivinar las diferentes capas y submundos que conviven dentro de Alice».
En 2023 participó en el Benidorm Fest con la canción «Yo quisiera». Superó la primera semifinal, pero no obtuvo la puntuación necesaria para ganar el concurso musical.

## Discografía

### Álbumes de estudio
| Título                    | Detalles | Listas |
| Título                    | Detalles | SPA    |
| ------------------------- | --- | ------ |
| Firekid                   | - Lanzamiento: 31 de agosto de 2018 - Discográfica: Warner Music Spain / Infarto Producciones - Formato: CD, descarga digital, streaming | 39     |
| Que se joda todo lo demás | - Lanzamiento: 10 de junio de 2022 - Discográfica: Warner Music Spain / Infarto Producciones - Formato: CD, descarga digital, streaming  | 78     |

### Sencillos
Como artista principal
| Título                              | Año  | Posición más alta   | Certificaciones | Álbum                     |
| Título                              | Año  | España PROMUSICAE · | Certificaciones | Álbum                     |
| ----------------------------------- | ---- | ------------------- | --------------- | ------------------------- |
| Take Off                            | 2018 | —                   |                 | Take Off                  |
| Strategy                            | 2018 | —                   |                 | Firekid                   |
| Clean Up the Mess                   | 2018 | —                   |                 | Firekid                   |
| Too Mad                             | 2018 | —                   |                 | Firekid                   |
| Playgame                            | 2018 | —                   |                 | Firekid                   |
| Long Journey (junto con Daps y PMP) | 2019 | —                   |                 | sin álbum                 |
| Por si apareces                     | 2020 | —                   |                 | Que se joda todo lo demás |
| Corazón mármol                      | 2020 | —                   |                 | Que se joda todo lo demás |
| No te vayas                         | 2020 | —                   |                 | Que se joda todo lo demás |
| Que se joda todo lo demás           | 2021 | —                   |                 | Que se joda todo lo demás |
| O                                   | 2021 | —                   |                 | Que se joda todo lo demás |
| Sueño raro                          | 2021 | —                   |                 | Que se joda todo lo demás |
| Boo (junto con Daps y PMP)          | 2022 | —                   |                 | TBA                       |
| La locura                           | 2022 | —                   |                 | TBA                       |
| Yo quisiera                         | 2022 | —                   |                 | TBA                       |

Colaboraciones
- 2019: La Apuesta (Canción Original de ¿Qué te juegas?) con Guille Galván.
- 2020: El mejor de tus errores con Rayden.

## Filmografía

### Programas de televisión
| Año  | Título             | Cadena | Notas       |
| ---- | ------------------ | ------ | ----------- |
| 2023 | Benidorm Fest 2023 | RTVE   | Concursante |